# Småtjärnarna (Tåsjö socken, Ångermanland)
Småtjärnarna är en sjö i Strömsunds kommun i Ångermanland och ingår i Ångermanälvens huvudavrinningsområde.